# Potaliaceae
Famille
Classification APG III (2009)
La famille des Potaliacées est une famille de plantes dicotylédones qui compte 70 espèces réparties en 3 genres.
Ce sont des arbres des arbustes ou des lianes, certains épiphytes, certains épineux, à feuilles parcheminées, des régions tropicales.
La classification phylogénétique l'incorpore aux Gentianacées.
La classification classique de Cronquist (1981) ne la reconnait pas non plus.

## Liste des genres
Selon DELTA Angio (24 juil. 2010) :
- genre Anthocleista
- genre Fagraea
- genre Potalia